# Karl Jannack
Karl Jannack (obersorbisch Korla Janak; * 23. Januar 1891 in Cölln; † 27. Mai 1968 ebenda) war ein sorbischer KPD-Funktionär, SED-Landtagsabgeordneter in Sachsen und Domowina-Funktionär.

## Leben
Seine Kindheit verbrachte Karl Jannack im oberlausitzischen Cölln. Jannack war Schumacher von Beruf. Er diente im Ersten Weltkrieg und wurde noch im Jahr 1914 Mitglied der SPD. Nach Kriegsende schloss er sich 1918 der Bremer Räterepublik an und nahm am Gründungskongress der KPD teil, deren Mitglied er auch wurde. Im Jahre 1919 trat er öffentlich in Bautzen gegen sorbische Autonomiepläne auf, die Teile der Intelligenz um Arnošt Bart nach dem Kriegsende vertraten. Er nahm von 1922 bis 1933 diverse Aufgabenbereiche als KPD-Funktionär in verschiedenen Städten wahr, so z. B. bei der Internationalen Arbeiterhilfe in Moskau oder bei der Roten Hilfe im Ruhrgebiet.
Ende Mai 1933 emigrierte er nach Lothringen/Frankreich und lebte in Saarburg. Von 1934 bis 1940 war er dort Inhaber einer Wäscherei in Frankreich. Von Januar bis Juni 1940 war er in Frankreich interniert. Im Oktober 1940 wurde er von der Gestapo festgenommen und nach Deutschland transportiert. Ihm wurde die deutsche Staatsbürgerschaft aberkannt und er wurde ins KZ Buchenwald deportiert. Dort war er Mitglied des Internationalen Lagerkomitees und tätig als Schreiber im Krankenblock, wodurch er vielen Häftlingen das Leben retten konnte.
Nach dem Sturz des Nationalsozialismus wurde er Mitglied der SED und Landtagsabgeordneter in Sachsen, wo er sich für die Bodenreform, sowie für die rechtliche Gleichstellung und Förderung der sorbischen Sprache und Kultur einsetzte.
Von 1972 bis zur Wende trug das Sorbische Institut für Lehrerbildung in Bautzen seinen Namen. An seinem Wohnhaus in Cölln wurde 1972 eine Gedenktafel angebracht, die zugehörige Straße hieß von etwa 1972 bis 1992 Karl-Jannack-Straße / Korle Janakowa dróha.

## Publikationen
- My z čerwjenej naliku. (Wir mit der roten Nelke), 1959
- W pazorach fašizma (In den Klauen des Faschismus), 1963